# 大羊舌鲆
大羊舌鲆（学名：Arnoglossus scapha）为輻鰭魚綱鰈形目鰈亞目鲆科羊舌鲆属的鱼类，俗名船羊舌鲆。分布于南达新西兰以及海南岛以东海区、台湾东南可能亦产等，属于暖水性底层海鱼，棲息深度22-292公尺，體長可達28.1公分，棲息在底層水域，生活習性不明。该物种的模式产地在新西兰。

## 扩展阅读
維基物種上的相關：大羊舌鲆